# Splin
Splin (rusky: Сплин, v překladu: Splín) je ruská rocková skupina. 

## Historie
Byla založena roku 1994 v Petrohradu. Bývá řazena k alternativnímu rocku, progresivnímu rocku, folk rocku nebo grunge - skupina je pověstná tím, že hledá stále nové formy a experimentuje s různými styly. Název si skupina zvolila podle básně Saši Čornyje, kterou zhudebnila. V anglicky mluvících zemích skupina vystupuje pod názvem Splean, přičemž přeměna "i" v "ea" je pocta skupině Beatles. Lídrem a zpěvákem skupiny je Alexandr Vasiljev. V roce 2004 si skupina získala mezinárodní pozornost zařazením své písně Bud' moej teňu do velkofilmu Noční hlídka, filmové adaptace bestselleru Sergeje Lukjaněnka. O rok později byla předskokanem Rolling Stones na jejich koncertě na Stadionu v Lužnikách v Moskvě. V roce 2020 skupina vystoupila i v Praze, v Retro Music Hall.